# Sachs Harbour
Sachs Harbour és un llogarret (un Hamlet) situat a la Regió Inuvik  dels Northwest Territories, Canadà. Es troba a la costa sud-oest de Banks Island al Inuvialuit Settlement Region, segons el cens de 2011 la seva població era de 112 persones. El nom tradicional de la zona és "Ikahuak" que significa "on vas per a travessar". Els subministraments essencials venen en vols estiuencs des de Inuvik, que es troba a unes 325 milles al sud-oest via l'aeroport de Sachs Harbour. Sachs Harbour és l'únic assentament permanent de l'illa Banks.
La població rep el nom del vaixell Mary Sachs, el qual formava part de l'Expedició Àrtica Canadenca de 1913.

## Economia

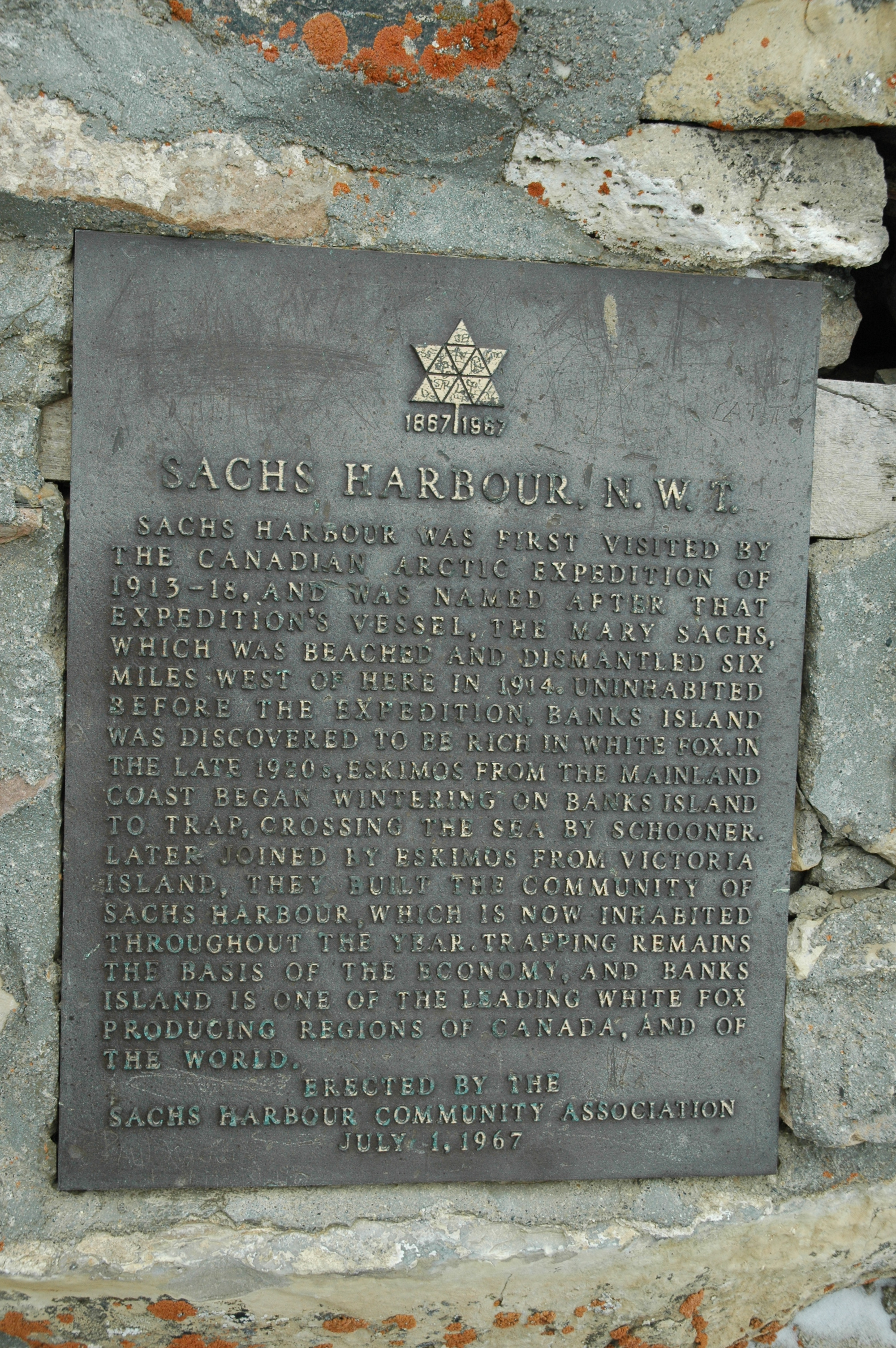
Placa

La seva economia està basada en la cacera i les trampes i el turisme hi té un paper menor. A la zona hi ha petroli i gas natural. Tres quartes parts de la població de bous mesquers viu a l'illa.
S'hi ha establert l'Aulavik National Park.

## Clima
Sachs Harbour té un clima àrtic de tundra amb hiverns llargs i severs am la presència de permagel amb una temperatura mitjana anual de -12,8 °C essent la de gener de - 28 °C i la de juliol de 6,6. La pluviometria és de 152 litres.
Pel canvi climàtic el gel marí es trenca més aviat. El salmó ha aparegut per primera vegada entre els anys 1999 i 2001. Noves espècies d'ocells estan migrant a l'illa i hi ha més mosquits.